# Nicotinamide
La nicotinammide (o niacinammide) è l'ammide dell'acido nicotinico, ed è una vitamina idrosolubile del gruppo B (niacina).
A temperatura ambiente si presenta come un solido cristallino bianco quasi inodore. È un composto irritante. In piccole percentuali (<1%) viene utilizzato negli integratori alimentari e nelle bevande energetiche. Si riconosce tramite saggio di Carmini-Lehifemann secondo la farmacopea ufficiale.
L’Autorità europea per la sicurezza alimentare ha indicato che, fatta eccezione per i lattanti, l’assunzione di 300 mg/giorno di nicotinamide riboside cloruro mediante sostituti di un pasto destinati alla popolazione adulta, escluse le donne durante la gravidanza e l’allattamento, sarebbe inferiore al livello massimo stabilito per la nicotinamide e sarebbe pertanto considerata sicura.